# Transmídia
Transmídia (português brasileiro) ou transmédia (português europeu), do inglês transmedia, significa conteúdo que se sobressai a uma mídia única. Na prática, significa que as diferentes mídias transmitirão variados conteúdos para o público de forma que os meios se complementem, pois se o público utilizar apenas um canal terá apenas a mensagem parcial do assunto em questão, já que a transmídia induz ao ato de contar histórias através de várias mídias, com um conteúdo específico para cada uma. 

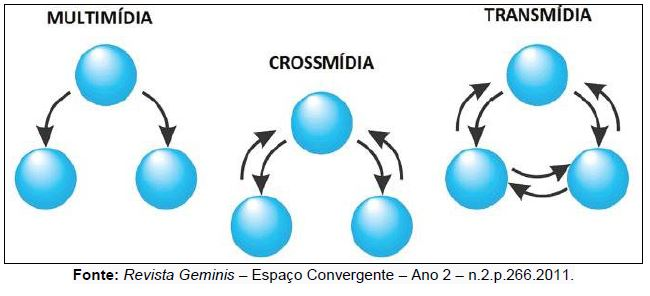
Esquema comparativo entre as narrativas: multimídia, crossmídia e transmídia

O termo transmídia foi citado pela primeira vez pelo professor Marsha Kinder, da University of Southern California (EUA), em 1991. Porém, em 2003, o professor, Henry Jenkins do MIT (Massachusetts Institute of Technology), publicou um artigo na revista Technology Review, onde mencionava projetos com a narrativa transmídia. Mais adiante, em seu livro intitulado Cultura da Convergência, Jenkins define a narrativa transmídia como “[...] uma nova estética que surgiu em resposta à convergência das mídias – uma estética que faz novas exigências aos consumidores e depende da participação ativa de comunidades de conhecimento”.
A partir daí, vários estudos surgiram em diferentes partes do mundo sobre o processo comunicacional e interativo da narrativa transmídia enquanto construtora de histórias para multiplataformas, pois trata-se de um conceito em constante processo de evolução e adaptação no cenário de produção audiovisual. Sendo assim, não há uma verdade absoluta sobre o tema e ainda persistem muitas discussões sobre sua usabilidade e aplicabilidade no meio comunicacional.
Após Jenkins, a transmídia começou a ser vista como alternativa de ampliação de um determinado modelo de negócio para produções de conteúdo audiovisual e foi logo posta em prática pelos produtores e diretores Tim Kring, Guillermo del Toro, e Jeff Gomez, que introduziram em Hollywood, o termo conhecido como transmedia storytelling.

## Transmedia Storytelling
O termo inglês storytelling significa a capacidade de contar casos relevantes e consiste em um método que utiliza palavras ou recursos audiovisuais para transmitir a história, que pode ser contada de improviso ou pode ser polida e trabalhada. Logo, transmedia storytelling é um conceito que revela a transmissão de uma história, adequada e contada de forma diferente, em diversos tipos de mídia.
Jeff Gomez, CEO da Starlight Runner Entertainment, a primeira empresa especializada em criação e adaptação para conteúdo transmídia no mundo define transmedia storytelling como:  
```
 “um processo de transmissão de mensagens, temas ou linhas de história para o grande público através do uso engenhoso e bem planejado de múltiplas plataformas de mídia. É ao mesmo tempo uma técnica e uma filosofia da comunicação e extensão de marca que enriquece e amplia o ciclo de vida de conteúdos criativos”.
[
4
]
 (GOMEZ, 2013).
```

Gomez afirma que, narrativas multiplataformas e interativas permitem que as pessoas anteriormente sem voz possam ser ouvidas, reconhecidas e ajudadas. Ou seja, a transmídia permite a interação entre o espectador e determinado conteúdo.
É importante salientar que o storytelling não precisa estar atrelado a transmídia, por isso existe definições distintas para ambos.
Diferenciando-se também do conceito de Crossmedia - onde há replicação da narrativa em meio distinto (por exemplo, "o filme do livro"), a Transmídia influencia e/ou é influenciada pela espinha-dorsal narrativa. Com isto, pode-se considerar os seguintes tipos de interação transmídia:

### Transmídia de aprofundamento
Neste modelo, o mais comum, há uma derivação da narrativa principal (espinha-dorsal), aprofundando determinado conteúdo explorado superficialmente (ou de forma incompleta) na narrativa principal. Como exemplo, no universo de Harry Potter, pode-se citar o livro "Quadribol através dos séculos", que traz explicações detalhadas sobre as regras do jogo, exploradas de forma mais simples na série de filmes e livros original deste universo narrativo.

### Transmídia de introdução
Neste modelo, uma nova narrativa paralela surge precedendo eventos do narrativa principal, explicando de forma mais profunda a origem de acontecimentos e eventos na narrativa principal, cujo consumo, porém, não afetaria de forma significativa a compreensão desta por aqueles que não tiveram contato com a história precedente.

### Transmídia de influência
Neste caso há uma união entre o modelo de aprofundamento e de introdução onde, em determinado momento da narrativa principal, é criada uma derivação de aprofundamento, que segue paralela à principal e, em seu fechamento, volta a introduzir novos elementos no backbone.

## Narrativa transmídia e jornalismo
O impacto das tecnologias no jornalismo permitiram novas formas narrativas cada vez mais complexas ao expandirem as possibilidades. A narrativa já não segue o caminho da narrativa tradicional, com começo, meio e fim, pois os diferentes recursos multimídias (imagens, hiperlinks, infográficos, etc.) permitem ao interlocutor seguir a sequência ao gosto próprio. O jornalismo produzido para a web não respeita a questão espacial, e ao mesmo tempo permite uma leitura multilinear pela hipertextualidade.
“A necessidade da atualização constante e a pressão do tempo criaram novas formas narrativas onde a notícia é construída em camadas, a partir das unidades de informação que vão se tornando disponíveis, conectadas por hiperlinks, cuja estrutura pode ir partir de dados brutos, sem qualquer edição, a pacotes completos do jornalismo tradicional incluindo análises, desdobramentos e contextualização.” 
Nesta perspectiva, a internet e o mundo virtual faz com que se questione a estrutura clássica da narrativa jornalística, especialmente a Pirâmide Invertida (que contém a informação mais importante no primeiro parágrafo, e a informação vai da mais à menos relevante). 

## Exemplos de construções transmidiáticas
O Universo Cinematográfico Marvel (UCM), mantém uma série de cruzamentos de elementos entre seus distintos filmes. Não há consenso se haveria, neste caso, uma construção transmídia haja vista a forma manter-se a mesma para todos os conteúdos (audio-visual, sejam filmes ou séries de TV). O mapeamento dos elementos que cruzam cada narrativa, contudo, demonstram de forma clara como os diferentes tipos de transmídia são aplicados na construção deste universo e, principalmente, na condução do espectador de um filme/série para outra.